# American McGee
American James McGee (Dallas, 13 de diciembre de 1971) es un diseñador de juegos estadounidense. Es tal vez más conocido como el diseñador de American McGee's Alice.

## Carrera
McGee inició su carrera en id Software, trabajando en diseño de niveles, producción musical, desarrollo de efectos sonoros, y programación de juegos tales como Doom II, Quake (videojuego) y Quake II. En 1998, fue despedido de Id y se unió a Electronic Arts, donde trabajó como director creativo de varios proyectos, incluyendo American McGee's Alice (con Rogue Entertainment). Tras finalizar Alice, McGee dejó EA para fundar su primera compañía, The Mauretania Import Export Company.
Acompañado de Enlight Software, McGee estrenó los juegos Scrapland en 2004 y Bad Day L.A. en 2006. El planeado American McGee's Oz, que iba a estar producido en conjunción con Ronin Games, fue cancelado por dificultades financieras en Atari. American McGee's Grimm, desarrollado por su empresa de desarrollo de videojuegos con sede en Shanghái Spicy Horse para el servicio en línea GameTap, fue estrenado semanalmente en veintitrés segmentos episódicos, empezando en 2007.
En el D.I.C.E. Summit de 2009, el jefe ejecutivo de Electronic Arts John Riccitiello anunció que una secuela de American McGee's Alice estaba en desarrollo para PC, PlayStation 3 y XBox 360 por el estudio de American McGee Spicy Horse. En julio de 2010, en el EA Showcase en San Francisco, Spicy Horse y EA anunciaron el título de aquella secuela, Alice: Madness Returns, estrenada menos de un año después de su anuncio, el 14 de junio de 2011.
Más recientemente, el Spicy Horse de McGee se expandió para incluir otra marca, Spicy Pony, para producir juegos de medios móviles digitales para la plataforma iPhone. Su primer título, DexIQ, fue estrenado a principios de diciembre de 2009, y su secuela, Crooked House fue estrenada en marzo de 2010 (ambos tuvieron versiones para iPad estrenadas en junio de 2010).
El 17 de diciembre de 2010, la antigua compañía de McGee The Mauretania Import Export Company se disolvió y toda propiedad intelectual fue transferida a Spicy Horse.
En 2013 abrió un Kickstarter para un nuevo juego, American McGee's OZombie, sin embargo debido a la mediocre financiación el proyecto fue cancelado. Otro Kickstarter para un proyecto llamado Alice: Otherlands, una serie planificada de cortometrajes que conducen a una película de cine se anunció a los pocos días.
El 8 de agosto de 2013, el Kickstarter de Alice: Otherlands alcanzó su meta y oficialmente se confirmó el proyecto.
El 11 de abril de 2023, tras la cancelación de su proyecto Alice Asylum por parte de Electronic Arts, anuncia que no piensa continuar en el desarrollo de videojuegos, habiéndose «acabado las energias e ideas» para continuar.
Ahora se dedica a su familia y a su tienda Mysterious.

## Vida personal
McGee ha declarado que su misión es «crear un método de producción unificado para contar historias a través de las industrias interactivas y el cine», y de sí mismo, dice «quiero ser el próximo Walt Disney, sólo un poco más retorcido.»
En respuesta a preguntas acerca de su inusual nombre: «Sí, mi madre me llamó así. Ella dice que una mujer que conoció en la universidad, que llamó a su hija 'America', inspiró el nombre. También me contó que pensaba llamarme 'Obnard'. Ella fue y siempre ha sido una persona muy excéntrica y creativa.»
En 2005, McGee se fue de los Estados Unidos y residió primero en Hong Kong y ahora en la ciudad china de Shanghái. Una vez en China, creó Spicy Horse, ahora la casa de desarrollo de juegos independientes más grande de la nación, y ayudó a fundar Blade (anteriormente Vykarian), una compañía de subcontratación de juegos. Juntos produjeron American McGee's Grimm para GameTap (ahora propiedad de Metaboli) y trabajaron el secuela de su juego de Alice original, Alice: Madness Returns
También menciona que su inspiración para el tono macabro de Alice viene de su inquietante, disfuncional infancia.
McGee es ateo y libertario.

## Juegos
- 1994 - Wolfenstein 3D, Probador (Atari Corporation)
- 1994 - Doom II, Diseñador de niveles (id Software)
- 1994 - Doom, Diseñador de niveles (Sega)
- 1995 - The Ultimate Doom), Diseñador de niveles (GT Interactive)
- 1995 - Doom, Probador (WMS Industries)
- 1996 - Quake, Diseñador de niveles, Diseñador de sonido, Programador de herramientas (id Software)
- 1996 - H!Zone, Coproductor (WizardWorks Software)
- 1996 - Hexen, Coproductor (GT Interactive)
- 1996 - Final Doom, Diseñador de niveles (id Software y Atari, Inc.)
- 1997 - Quake Mission Pack 1: Scourge of Armagon, Diseñador de niveles (id Software)
- 1997 - Quake Mission Pack 2: Dissolution of Eternity, Diseñador de niveles (id Software)
- 1997 - Quake II, Diseñador de niveles, Diseñador de sonido, programador de herramientas (Activision)
- 1997 - Doom 64, Diseñador de niveles (Midway Games)
- 1998 - Dominion: Storm Over Gift 3, Diseñador de sonido (Eidos Interactive)
- 2000 - Timeline, Codiseñador, Coescritor (Eidos Interactive)
- 2000 - American McGee's Alice, Director creativo, Coescritor, Diseñador (Electronic Arts)
- 2004 - American McGee Presents: Scrapland, productor (Enlight Software)
- 2006 - American McGee Presents: Bad Day L.A., Director creativo, Escritor, Codiseñador (Enlight Software)
- 2008 - American McGee's Grimm, Líder del Proyecto, Director creativo, Coescritor, Codiseñador (Turner Broadcasting System)
- 2009 - DexIQ, Líder del proyecto, Director creativo (Spicy Horse)
- 2011 - Alice: Madness Returns, Director creativo, Coescritor, Diseñador (Spicy Horse) (Electronic Arts)
- 2012 - BigHead Bash (Spicy Horse)
- 2012 - Crazy Fairies (Spicy Horse)
- 2012 - Akaneiro: Demon Hunters (Spicy Horse)
- 2013 - OZombie (Spicy Horse) [Cancelado]
- 2023 - Alice: Asylum Director creativo, Coescritor, Diseñador (Precuela de la Franquicia 'Alice')(Electonic Arts) [Cancelado]